# 阿帕納先科夫斯科耶區

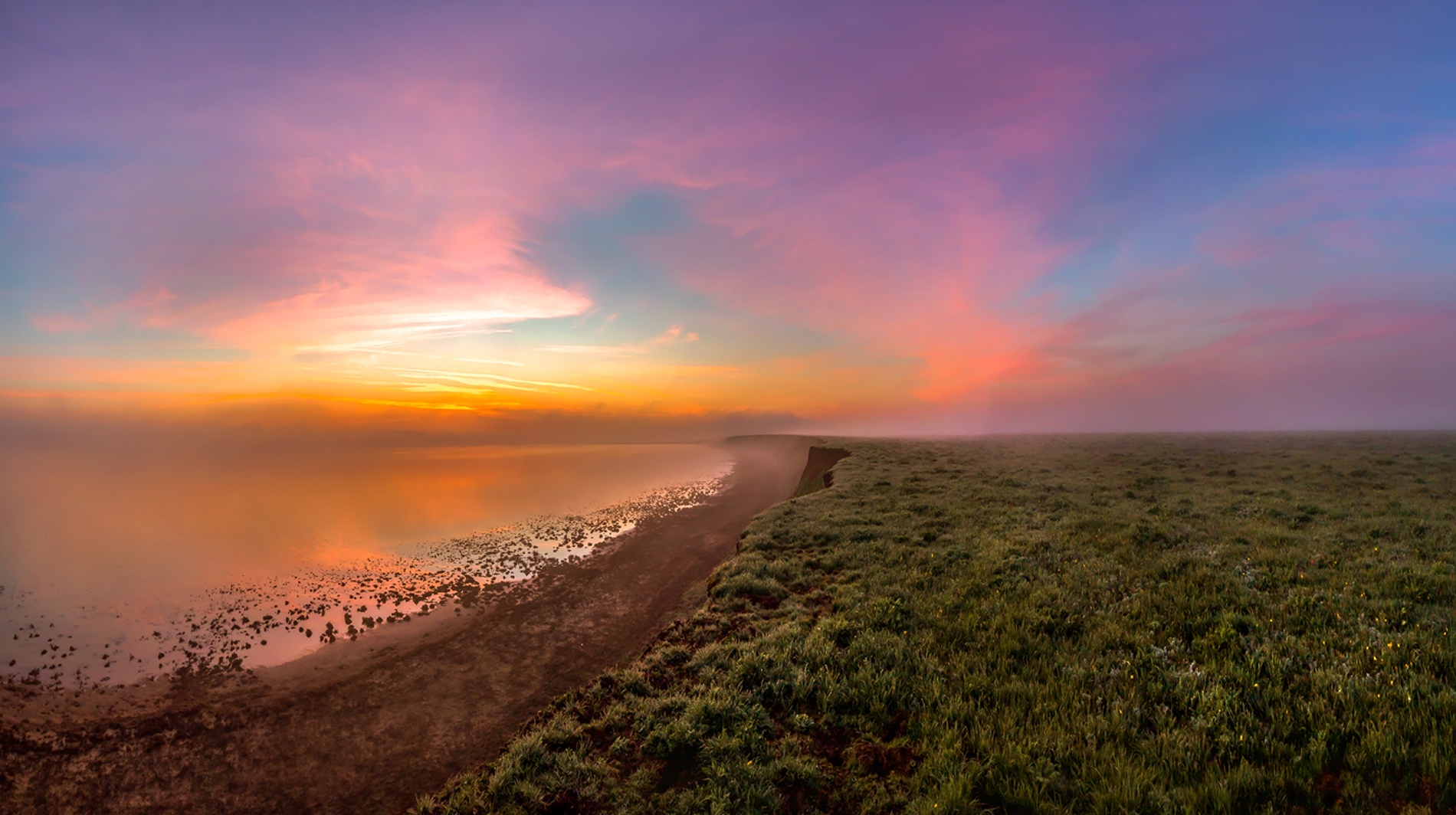

45°55′N 43°21′E / 45.917°N 43.350°E
阿帕納先科夫斯科耶區（俄语：Апанасенковский район），是俄羅斯的一個區，位於該國西南部，由斯塔夫羅波爾邊疆區負責管轄，面積3,584平方公里，2010年人口33,074，人口密度每平方公里9.23人。